# Péter Nádas

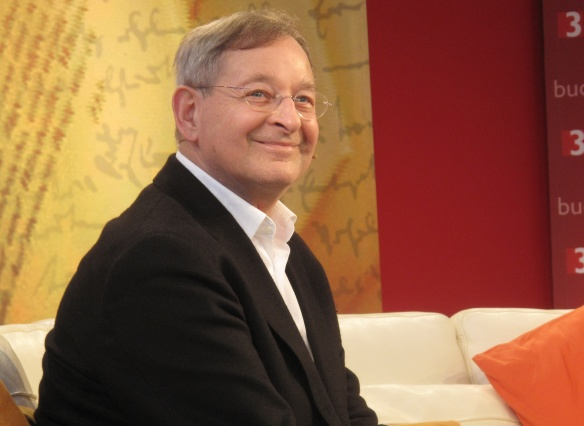
Péter Nádas

Péter Nádas (Budapest, 14 ottobre 1942) è uno scrittore, giornalista, drammaturgo e fotografo ungherese.

## Biografia
Péter Nádas nasce a Budapest nel 1942 – ha dichiarato che il suo primo ricordo risale all'età di due anni: un incendio in casa sua, mentre le bombe precipitano sulla città –, figlio di László, dirigente presso il Ministero delle Poste che si suicidò nel 1958 a causa di un processo basato su false accuse di peculato, e di Klára Tauber, operaia morta di cancro nel 1955. Rimasto orfano all'età di 16 anni, viene allevato dalla zia Magda.
Già da adolescente, Nádas comincia a leggere avidamente soprattutto classici russi, poi Thomas Mann, Proust, Musil, Molière, Shakespeare, e non da ultima la Bibbia. Molto presto inizia la sua carriera come giornalista e fotografo presso il quotidiano Pest Megyei Hírlap, dove lavora dal 1965 al 1969. Tra la fine degli anni '60 e l'inizio degli anni '70, lavora anche come editor, lettore e drammaturgo. Dopo l'invasione sovietica della Cecoslovacchia, nel 1968, abbandona definitivamente la sua carriera giornalistica per dedicarsi unicamente a quella letteraria: soltanto l'anno prima, infatti, aveva pubblicato la sua prima raccolta di racconti A Biblia [La Bibbia]. «Mi sono licenziato e sono uscito, voltando le spalle al sistema, per salvare la mia anima» dichiarerà in un'intervista. Dopo un altro paio di raccolte di racconti, nel 1977 Nádas pubblica il suo primo romanzo Egy családregény vége [Fine di un romanzo familiare].
Le sue opere gli causano alcuni problemi con le autorità, ma malgrado il peso della censura, prosegue con tenacia la sua attività letteraria, che non si è ancora arrestata. Considerato uno dei maggiori scrittori ungheresi, Péter Nádas ha notevole fama in Germania e molti dei suoi libri sono tradotti in diversi Paesi. Emlékiratok könyve [Libro di memorie] è stato definito da Susan Sontag come «il più grande romanzo scritto nel nostro tempo e uno dei più grandi libri del secolo». Sempre la Sontag, tra le sue prime sostenitrici in Occidente, compara le sue opere alle coreografie innovative di Pina Bausch o ai brillanti lavori di Thomas Bernhard. Nádas offre un'immagine di temperamento ed eleganza nella grande tradizione della letteratura europea. È stato spesso paragonato a romanzieri del calibro di Thomas Mann, Robert Musil e Marcel Proust. Nel 1990 sposa Magda Salamon, sua compagna sin dal 1962. Vivono insieme a Gombosszeg, piccolo villaggio dell'Ungheria occidentale.
Nel 1993 è eletto membro dell'Accademia ungherese di Lettere e Arti e nel 2006 dell'Accademia delle Arti di Berlino, l'anno seguente viene insignito dell'Ordine al merito della Repubblica ungherese. 
Nel corso della sua carriera ha ricevuto numerosi premi tra i quali l'Österreichischer Staatspreis für europäische Literatur (1991), il Leipziger Buchpreis zur europäischen Verständigung (1995) e il Premio Franz Kafka (2003).
La sua ultima grande fatica letteraria è il romanzo in tre volumi Párhuzamos történetek [Storie parallele], pubblicato in Ungheria nel 2005. Il romanzo Libro di memorie è stato pubblicato da Dalai editore nel 2012, mentre la sua ultima opera tradotta in italiano è Storie parallele, pubblicato da Bompiani in tre volumi (2019; 2021; 2023).

## Premi e onorificenze
- 1991: Premio di Stato austriaco per la letteratura europea
- 1992: Premio Kossuth
- 1993: Membro onorario dell'Accademia ungherese di Lettere e Arti
- 1995: Leipziger Buchpreis zur Europäischen Verständigung
- 1998: Vilenica International Prize for Literature
- 1998: Prix du Meilleur livre étranger
- 2003: Premio Franz Kafka
- 2006: Membro onorario dell'Akademie der Künste
- 2007:

- 2012: Brücke-Berlin-Preis
- 2014: Würth-Preis für Europäische Literatur

## Opere pubblicate in italiano
- Péter Nádas, La Bibbia e altri racconti, trad. di Andrea Rényi, BUR, Milano 2009 ISBN 9788817035729
- Péter Nádas, Fine di un romanzo familiare, trad. di Laura Sgarioto, Baldini Castoldi Dalai, Milano 2009 ISBN 9788860735614 ISBN 9788860736970
- Péter Nádas, Minotauro, trad. di Andrea Rényi, Zandonai, Rovereto 2010 ISBN 9788895538471
- Péter Nádas, Amore, trad. di Andrea Rényi, Zandonai, Rovereto, 2012 ISBN 9788895538884
- Péter Nádas, Libro di memorie, trad. di Laura Sgarioto, Baldini Castoldi Dalai, Milano 2012 ISBN 9788860736802
- Péter Nádas, Storie parallele I/La regione muta, trad. di Laura Sgarioto, Bompiani, Milano 2019
- Péter Nádas, Storie parallele II/Nel profondo della notte, trad. di Laura Sgarioto, Bompiani, Milano 2021
- Péter Nádas, Storie parallele III/Il respiro della libertà, trad. di Laura Sgarioto, Bompiani, Milano 2023
- Péter Nádas, Storie dell'orrore, trad. di Laura Sgarioto, La Nave di Teseo, Milano 2024